# Firth of Forth
Firth of Forth er en fjord i Skotland. Mod vest er fjorden en fortsættelse af floden Forth. Mod øst udmunder fjorden i Nordsøen. Mod nord grænser fjorden op til Fife, Clackmannanshire og Stirling. Mod syd grænser fjorden op til Falkirk, West Lothian, City of Edinburgh og East Lothian. Floden Forth har tidevand helt op til Stirling, men overgangen mellem fjord og flod finder sted ved Kincardine-broen. 
Fjorden krydses blandt andet af Forth Bridge.

## Øer i Firth of Forth
- Bass Rock
- Craigleith
- Cramond
- Eyebroughy
- Fidra
- Inchcolm
- Inchgarvie
- Inchkeith
- Inchmickery med Cow and Calf
- Lamb
- Isle of May